# Świątniki (powiat pabianicki)
Świątniki – wieś w Polsce położona w województwie łódzkim, w powiecie pabianickim, w gminie Pabianice.
Stara forma nazwy wsi to Świętniki. Dawniej należała do kapituły krakowskiej. 
Przez wieś prowadzi droga krajowa DK71.
Prywatna wieś duchowna położona była w drugiej połowie XVI wieku w powiecie szadkowskim województwa sieradzkiego, własność krakowskiej kapituły katedralnej. W latach 1975–1998 miejscowość należała administracyjnie do ówczesnego województwa łódzkiego.
W 1938 r. urodził się w Świątnikach literat i animator życia kulturalnego Feliks Rajczak.
Zobacz też: Świątniki, Świątniki Dolne, Świątniki Górne, Świątniki Małe, Świątniki Wielkie